# Britannica Malayalam Encyclopedia
Die Britannica Malayalam Encyclopedia (auch: Malayalam Britannica und Malayalam Encyclopedia, Malayalam മലയാളം ബ്രിട്ടാനിക്ക, Tamil பிரித்தானிக்கா மலையாளக் கலைக்களஞ்சியம்) ist ein mehrbändiges Nachschlagewerk in der Sprache Malayalam. Der Inhalt besteht zum größten Teil aus Übersetzungen aus der Encyclopædia Britannica.
Obwohl das Buch 2004 von der Federation of Indian Publishers ausgezeichnet wurde, verbot ein indischer Consumer Court (Verbraucher-Gericht) den Verkauf des Buches, da es sich um eine fehlerhafte Referenz mit zahlreichen sachlichen Fehlern handelte. Das Gericht befand auch, dass es sich um unlautere Handelspraktiken seitens der Verleger DC Books, Kerala und Encyclopædia Britannica India Pvt.Ltd, einer Tochtergesellschaft von Encyclopædia Britannica, Inc., handelte.